# Floor Jansen
Floor Jansen (Goirle, 21 februari 1981) is een Nederlandse zangeres. Ze is internationaal bekend als de frontzangeres van de Finse symfonische metalband Nightwish. Voordat ze toetrad tot Nightwish had ze al een succesvolle carrière met de metalband After Forever.

## Biografie

### After Forever (1997–2009)
Op 16-jarige leeftijd kwam Jansen als zangeres bij de Nederlandse metalband After Forever. Ze werd al snel de frontzangeres en had een belangrijk aandeel in het schrijven van de teksten. Op de eerste twee albums, Prison of Desire (uit 2000) en Decipher (uit 2001) deed ze dit nog samen met Mark Jansen (geen familie). Nadat Mark Jansen de band in 2001 had verlaten, werd ze de belangrijkste tekstschrijver voor de drie volgende studioalbums Invisible Circles (2004), Remagine (2005) en het naamloze laatste album After Forever (uit 2007). Met After Forever heeft ze getoerd in onder meer Europa, de VS, Mexico en Brazilië. In 2002 toerde After Forever in het voorprogramma van Nightwish. After Forever werd in februari 2009 opgeheven.
In haar tijd bij After Forever studeerde zij vanaf 1999 aan de Rockacademie in Tilburg met als klasgenoten Jacqueline Govaert en Danny Vera, waar ze in 2003 afstudeerde. Naast haar bezigheden bij After Forever gaf zij zanglessen. Ze speelt gitaar, piano en fluit.

### ReVamp (2009–2016)
Op 16 juni 2009 kondigde Jansen aan dat ze haar eigen band zou beginnen. Later dat jaar onthulde ze de naam ReVamp, die op 5 mei 2010 gepresenteerd werd. Ze schreef de muziek en de teksten grotendeels zelf. Joost van den Broek, toetsenist van After Forever, nam in het begin een belangrijk deel van de productie van de muziek voor zijn rekening. Er verschenen twee albums: het titelloze eerste album ReVamp in 2010, en Wild Card in 2013. Op het album Wild Card werkte ze samen met een groot aantal gastartiesten, waaronder voormalig After Forever-lid Mark Jansen (inmiddels lid van de band Epica), Devin Townsend en Johan van Stratum en Marcela Bovio van Stream of Passion. 
Tussen beide albums in kreeg ze gezondheidsproblemen, en werd ze gediagnosticeerd met een burn-out, waardoor ze in 2011 haar concerttour moest annuleren. Eind 2011 was ze gedeeltelijk hersteld en trad ze onder meer op met MaYaN in Brazilië. Een jaar later, in oktober 2012, nam Nightwish contact met haar op om als gastzangeres hun tour af te maken. Nadat ze in 2013 volledig bandlid van Nightwish werd, was het niet meer mogelijk om daarnaast voldoende energie in ReVamp te steken, en werd ReVamp in september 2016 opgeheven.

### Nightwish (sinds 2012/2013)
Vanaf 1 oktober 2012 verving Jansen Anette Olzon als zangeres van Nightwish tijdens de Imaginaerum World Tour. Naar eigen zeggen werd ze hiervoor telefonisch gevraagd tijdens de bruiloft van een familielid en had ze voor het eerste optreden 48 uur de tijd om de setlist te leren. Op 9 oktober 2013 werd bekendgemaakt dat ze de vaste nieuwe frontzangeres van de groep werd. In 2015 bracht Nightwish met Jansen als leadzangeres het album Endless Forms Most Beautiful uit. Het tweede studioalbum van Nightwish met Jansen als frontzangeres, Human. :II: Nature., kwam uit in april 2020. In november 2022 gaf Nightwish tijdens hun tour twee concerten in de Ziggo Dome. Het derde Nightwishalbum met Jansen, Yesterwynde, verscheen in september 2024.

### Soloartiest (sinds 2019)
Ondanks Jansens wereldwijde succes met Nightwish (waarmee ze ook in Nederland al in 2015 twee keer de AFAS Live wist uit te verkopen) en waarvoor ze in 2018 nog de Buma Rocks Award kreeg voor succesvolste Nederlandse artiest in het buitenland, werd ze door de Nederlandse muziekpers nauwelijks opgemerkt. Wel was ze in augustus 2010 en in januari 2013 te gast in het tv-programma De tiende van Tijl. In dat programma zong ze beide keren een aria van Puccini. In maart 2016 was ze te gast in het tv-programma De Reünie, met haar klas uit de RockAcademie.
Eind augustus 2019 verwierf ze ten slotte ook in Nederland voor een breed publiek naamsbekendheid dankzij haar deelname aan het televisieprogramma Beste Zangers. Jansen maakte vooral indruk met een duet met Henk Poort van het nummer The Phantom of the Opera uit de gelijknamige musical. Haar aansluitende soloconcerten van januari tot april 2020 in diverse Nederlandse poppodia met een afsluitende show in de AFAS Live waren vervolgens in zeer korte tijd uitverkocht. Vanwege de COVID-19-pandemie werd dat laatste concert diverse keren uitgesteld en vond uiteindelijk plaats in de vorm van meerdere zit-concerten in september 2021. Deze laatste shows zijn opgenomen en tevens is daarvan de korte documentaire The Road to Amsterdam gemaakt. Ze speelde zowel nummers die bekend waren van Beste Zangers, als nummers uit haar oeuvre van After Forever, ReVamp, Nightwish en Northward.
Op 25 maart 2022 kwam haar officiële solodebuutsingle Fire uit, die werd uitgeroepen tot NPO Radio 2 TopSong. Later dat jaar deed ze mee aan de Duitse versie van Beste Zangers: Sing meinen Song – Das Tauschkonzert. Ook had ze in 2022 op één dag twee optredens op Pinkpop, zowel solo, als met Nightwish. Bij de opening van de Formule 1-wedstrijd in Zandvoort in september 2022 zong ze het Wilhelmus.
Op 24 maart 2023 verscheen haar solo-debuutalbum Paragon. NPO Radio 2 schreef erover: "Met zijn mix van invloeden en krachtige vocale prestaties is Paragon een album dat zowel fans van popmuziek als van metal zal aanspreken." Op de website LouderSound kreeg het 3,5 van 5 sterren.
Op 29 april 2023 stond ze in het voorprogramma van Metallica.

### Overige projecten en optredens
In 2009 trad Jansen enkele keren in Nederland op met het Red Limo String Quartet.
In 2017 heeft Jansen een album opgenomen met Jørn Viggo Lofstad. Ze vormen samen het hardrockduo Northward. Op 24 augustus 2018 werd het eerste nummer, While Love Died, uitgebracht. Het volledig album verscheen op 19 oktober 2018.
Verder werkte Jansen als gastmuzikant mee aan albums van Ayreon, Star One, Sabaton, Nightmare, Avantasia en Bertus Borgers.

## Zangstijl
Jansen is een sopraan, met een ambitus van meer dan drie octaven (C3 tot F6). Haar zangstijl varieert van opera en cleanzang tot screamen en grunten. Meestal zingt ze in het Engels, daarnaast heeft ze ook nummers gezongen in het Nederlands, Duits, Spaans, Fins, Latijn, Italiaans en Zweeds.

## Persoonlijk
Jansen is de oudere zus van zangeres Irene Jansen (die onder andere meezingt in sommige nummers van Star One en Ayreon). Ze is getrouwd met Hannes Van Dahl, drummer van de Zweedse heavymetalband Sabaton. Ze wonen samen in Zweden en hebben twee dochters (geboren in 2017 en 2023).
In oktober 2022 kreeg de zangeres de diagnose borstkanker. Ze werd hieraan eind oktober geopereerd. Bij de nacontrole in november bleek dat de ziekte niet was uitgezaaid en werd ze officieel kankervrij verklaard.

## Trivia
- Jansen wilde vroeger bioloog worden.[25] In 2019 werd de keversoort Tmesisternus floorjansenae naar haar vernoemd,[26] en in 2020 een fossiele slangster (Ophiomitrella floorae).[27]
- Jansen is vegetariër.[28]
- De vrouwelijke zangpartij van de muziek van De Vliegende Hollander in attractiepark de Efteling, te horen in de wachtruimten, was oorspronkelijk ingezongen door Floor Jansen. Om juridische redenen werd haar stem echter vervangen door die van zangeres Martine Grünwald.[29]
- Bij haar fans heeft ze de bijnaam Valkyrie.[30][31]
- Toen de toenmalige Nightwish-zangeres Anette Olzon in 2012 gevraagd werd of ze tijdens haar zwangerschap een vervanger wilde voor de tournee, stemde ze in eerste instantie toe. Ze was er echter op tegen dat Floor Jansen daarvoor gevraagd werd, omdat ze bang was dat de fans haar daarna niet terug wilden.[32]
- Volgens Notable People is Jansen wereldwijd de bekendste Goirlenaar.[33]

## Discografie

### Singles
| Single met eventuele hitnotering(en) in de Nederlandse Top 40 | Datum van verschijnen | Datum van binnenkomst | Hoogste positie | Aantal weken | Opmerkingen                                |
| ------------------------------------------------------------- | --------------------- | --------------------- | --------------- | ------------ | ------------------------------------------ |
| Winner                                                        | 2019                  | 12-10-2019            | tip20           | -            |                                            |
| The Phantom of the Opera                                      | 2019                  | 19-10-2019            | tip13           | -            | met Henk Poort Nr. 52 in de Single Top 100 |
| Fire                                                          | 2022                  | 23-04-2022            | tip23           | -            |                                            |

### NPO Radio 2 Top 2000
| Nummers met noteringen in de NPO Radio 2 Top 2000 | '19  | '20 | '21 | '22 | '23  | '24  |
| ------------------------------------------------- | ---- | --- | --- | --- | ---- | ---- |
| Fire                                              | ×    | ×   | ×   | -   | 1667 | 1759 |
| The Phantom of the Opera (met Henk Poort)         | 1322 | 105 | 75  | 68  | 99   | 104  |

1. ↑  Een '-' betekent dat het nummer niet was genoteerd, een '×' betekent dat het nummer nog niet was uitgebracht en een vetgedrukt getal geeft de hoogste notering van een nummer aan.
2. ↑  2019 was het eerste jaar met een notering voor Floor Jansen.

## Prijzen
In 2018 werd de Buma Rocks! Exportprijs aan haar toegekend.
In 2020 won ze de Popprijs 2019 tijdens Eurosonic Noorderslag.
In 2023 werd ze genomineerd voor de Edison Award, in de categorie Rock.